# 溴化氧铪
溴化氧铪是一种无机化合物，是铪氧离子（铪酰）的溴化物，化学式为HfOBr2。它在标准状况下是无色晶体，可以形成水合物HfOBr2·nH2O，其中n=2或8。

## 制备
其八水合物可通过氢氧化铪溶解在氢溴酸溶液中结晶得到：
Hf(OH)4 + 2 HBr + 5 H2O → HfOBr2·8H2O
四溴化铪在6 mol·L−1氢溴酸溶液中的水解也会产生溴化氧铪。